# Alfredo Zibechi
Alfredo Zibechi (30. oktober 1895 – 19. juni 1958) var en uruguayansk fodboldspiller, og olympisk guldvinder med Uruguays landshold.
Han vandt guld ved tre sydamerikanske mesterskaber, i henholdsvis 1916, 1920 og 1924 med landsholdet. Det blev også til triumf ved OL i 1924 i Paris. Han spillede i alt 39 landskampe hvori han scorede ét mål.
Zibechi spillede på klubplan for henholdsvis Montevideo Wanderers og Nacional i hjemlandet.